# Iglesia de los Dolores (Baza)
La iglesia de los Dolores, antiguo Oratorio de San Felipe Neri es una iglesia de Baza, provincia de Granada, España. Es la única iglesia puramente barroca de Baza. 

## Historia
Anteriormente la Iglesia de los Dolores fue el Oratorio de San Felipe Neri. La congregación de San Felipe Neri se estableció en la Cava Baja hasta el año 1702 de la mano del Doctor Felipe Fermín, su fundador.
Tuvo dificultades teniendo que enfrentarse a “la radical oposición de todas las demás órdenes religiosas establecidas en Baza". El oratorio tuvo sede en distintos lugares; en primer lugar, se dispuso en el actual hospital Real de la Santísima Trinidad, posteriormente en la Ermita de San Lázaro hasta que se desplazaron a la Santa Escuela de Cristo en 1671, bajo el mecenazgo que prestó el Hospital de la trinidad de los franciscanos. Ya en 1715, el papa Clemente X, en Roma, dictó la bula apud Sanctam Mariam Maiorem, aprobando su fundación. 
En estos años se fue construyendo lentamente el templo; el retablo del altar mayor fue terminado en 1724 y, unos años más tarde, en 1741, se terminó de construir la portada barroca. En 1775, el obispo fray Bernardo de Lorca, adaptó el edificio para la construcción de un palacio episcopal en la ciudad con el objetivo de favorecer las visitas pastorales a Baza que realizaban los distintos prelados. 
Por tanto, podemos fechar en ese año el final de la presencia de la congregación de San Felipe Neri en Baza. El oratorio también sufrió durante la desamortización de Mendizábal de 1836 una enajenación de numerosos bienes por lo que nos faltan piezas.

## Descripción

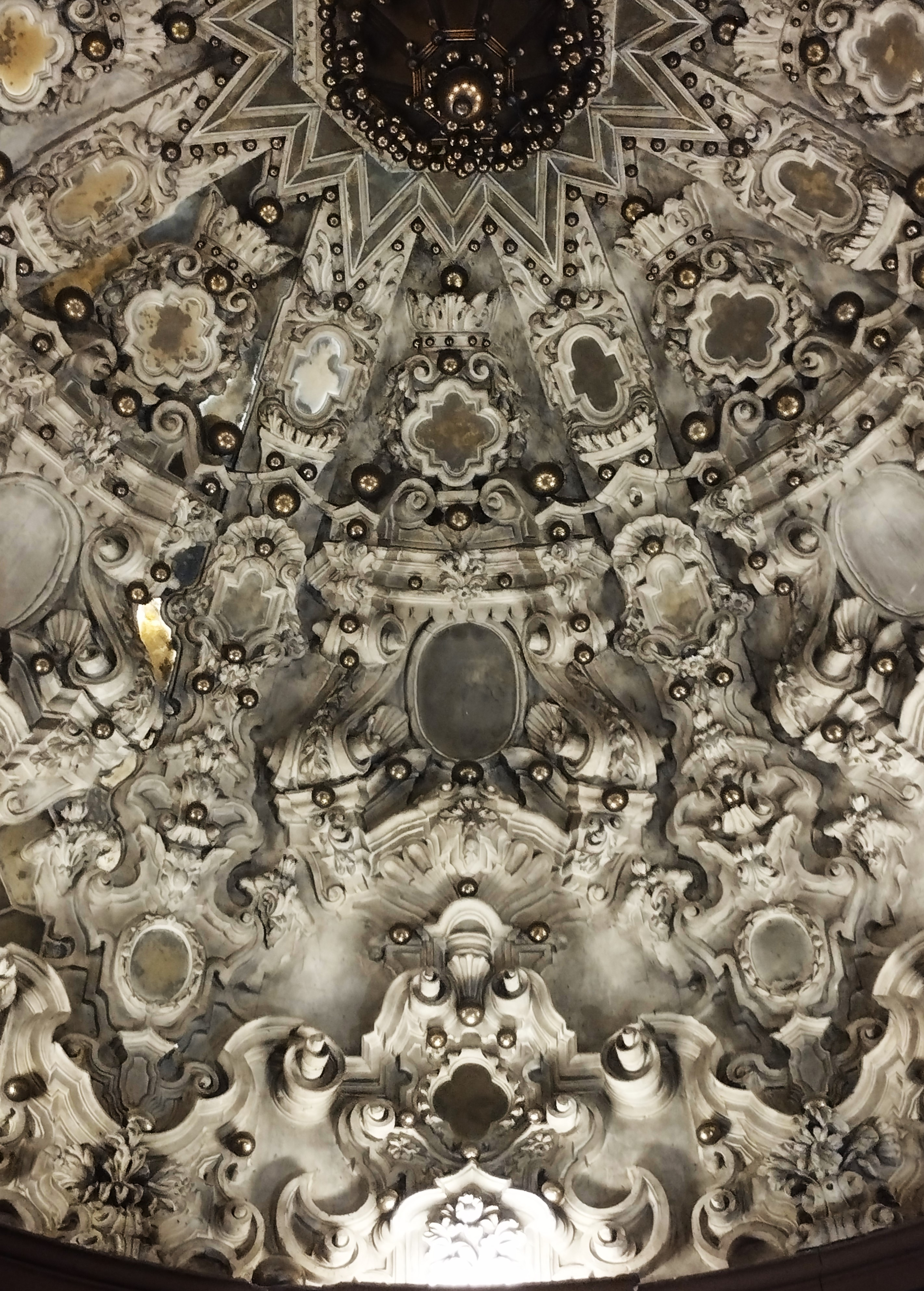
Detalle del Camarín de la Iglesia de los Dolores.

De interior sencillo, es de planta de cruz latina con bóveda de media naranja en el crucero y tres naves, mayor la central con bóveda de medio cañón y lunetas. En su cabecera se encuentra un camarín cuadrangular con paredes forradas con elementos decorativos. Fue realizado con madera traída de la sierra de Castril, muy apreciada en la época. Su techo está cubierto por una cúpula de yesería, con una elaborada decoración, coronada con una estrella central de la que pende un florón.
Al exterior destaca su portada principal,construida en travertino y compuesta por dos cuerpos, el inferior con columnas salomónicas helicoidales y rematado frontón curvo y el superior con semicolumnas corintias y estípites. En el cuerpo inferior vemos tres calles, en cuyos extremos tenemos pilastras dobles adosadas de orden toscano, en el espacio estas y las columnas helicoidales encontramos unos rombos en relieve. Pasando a la parte central tenemos las columnas salomónicas con capiteles de orden compuesto. Tanto las pilastras como las columnas se encuentran elevadas mediante pedestales. La entrada a la iglesia está constituida por un arco carpanel y en la parte superior vemos una decoración de motivos vegetales que enmarca la figura de la Virgen de los Dolores, patrona de la iglesia, que a su vez se encuentra coronada.
Por su parte, el cuerpo superior se divide también en tres calles, pero más estrechas, siendo una prolongación de la parte central del cuerpo inferior. Tiene dos semicolumnas de orden toscano adosadas sobre un pedestal. En torno a la parte central hay dos estípites adosados de nuevo sobre un pedestal que enmarcan un ventanal. La parte superior tiene un entablamento en los laterales, mientras que en la parte central irrumpe una decoración de motivos vegetales. Todo ello se remata mediante una cornisa volada. A su vez, todo esto se encuentra rematado por una especie de espadaña, donde se deja entrever el cimborrio que se encuentra en la parte posterior. 

## Protección legal
Se encuentra inscrito en el Catálogo urbanístico de PGOU. Sin embargo, se está tramitando la declaración de este monumento también como Bien de Interés Cultural (BIC) desde el año 1985. Tenemos de recordar además que este ya se encontraría dentro de la denominación de BIC ya que Baza en su conjunto está protegida de esa manera por medio del Decreto 138/2003, de 20 de mayo, no obstante, siguen luchando para poder declararlo como un Bien de Interés Cultural de manera individual.

## Problemáticas
Ya en el Plan General de Ordenación Urbanística (PGOU) de Baza de 2006 se habla de partes de la edificación deterioradas y que se recomienda una intervención urgente. Además, en un informe expedido por la Junta de Andalucía de los años ochenta (3) se habla del mal estado generalizado de la piedra y de la existencia de erosiones de la parte inferior de la portada. Sin embargo, al no haberse restaurado vemos cómo a día de hoy todo esto ha empeorado:
- La piedra de la portada se está desmoronando en múltiples partes, especialmente en
- la parte inferior.
- Se aprecia de manera generalizada un oscurecimiento por los gases contaminante que emiten los coches que circulan próximos a la fachada por la estrechez de la vía.
- La parte superior se está agrietando especialmente en torno al ventanal, que tiene
- riesgo de partirse.
- Claro deterioro en la parte de la cornisa.
- Acumulación de sales y humedades [4]

Por su parte el camarín también presenta algunos desperfectos:
- Daños causados por termitas y polillas que están alimentándose de la yesería y el
- artesonado
- Desprendimientos y grietas que afectan a la escultura central dedicada a la Virgen de los Dolores
- Las escaleras que dan acceso a este también están deterioradas y presentan riesgo de desplome causado[5]